# عبد الله القلال
عبد الله القلال ولد في 7 ديسمبر 1943 في صفاقس، هو سياسي تونسي.

## السيرة الذاتية

### التكوين
ولد عبد الله القلال لعائلة متواضعة لها خمسة أطفال (والده فلاح وأمه ربة منزل). انضم للدفعة الأولى للمدرسة الوطنية للإدارة بعد تحصله على الإجازة في العلوم الاقتصادية من كلية الحقوق والعلوم الاقتصادية والسياسية بتونس.

### المسار السياسي
في رئاسة الحبيب بورقيبة، كان ملحق بديوان وزير الداخلية ثم وزير التجهيز في 1972، ثم رئيس ديوان وزراء الدفاع الوطني عبد الله فرحات ورشيد صفر. أقيل في 1980، وأصبح مدرسا في المدرسة الوطنية للإدارة، ثم أصبح رئيس مدير عام شركة مختصة في البناء.

في 11 أبريل 1988، عين وزيرا للدفاع في حكومة الهادي البكوش وحكومة حامد القروي، قبل أن يعين في منصب وزير الداخلية في 17 فبراير 1991 في نفس حكومة القروي. بقي في منصبه حتى 24 يناير 1995، وتميزت هذه المرحلة بحملة قمع واسعة وكبيرة للمعارضين وخاصة للإسلاميين منهم. أصبح بعدها مستشارا لرئيس الجمهورية زين العابدين بن علي، قبل أن يعين ثانية وزيرا للدفاع في 13 يونيو 1996، ثم في 22 يناير 1997، عين وزيرا للعدل في حكومة القروي. أعيد تعيينه مرة ثانية على رأس وزارة الداخلية في 17 نوفمبر 1999. في 23 يناير 2001، وبعد تقديم شكوى تتهم الرئيس بن علي بالتعذيب، قرر هذا الأخير إزاحة القلال مؤقتا عن المجال السياسي.

بعد ثلاث سنوات، عين في يناير 2004 كرئيس للمجلس الاقتصادي والاجتماعي وذلك حتى 2005.

بعد تأسيس مجلس المستشارين، عين عضوا فيه، ثم انتخب رئيسا له في الجلسة الأولى للمجلس في 16 أغسطس 2005.

القلال هو أمين مال حزب التجمع الدستوري الديمقراطي الحاكم منذ 1988، وكان بذلك عضوا في المكتب السياسي للحزب وفي لجنته المركزية، وذلك حتى طرده منه في 18 يناير 2011.

## التتبعات القضائية

### قبل الثورة
في 14 فبراير 2001، تعرض القلال لوعكة صحية، نقل على إثرها إلى مستشفى كانتون جنيف، أين خضع لجراحة فتح مجرى جانبي للشريان التاجي. شوهد في هذا الوقت حاتم بن سالم من قبل أحد الموظفين في المستشفى، فقام هذا الأخير بالاتصال بعبد الناصر نايت ليمان، وهو لاجئ تونسي يعيش في جنيف منذ 1995 ورئيس جمعية تعنى بضحايا التعذيب في تونس. هذا الأخير بدوره أخبر إريك سوتاس (Éric Sottas) مدير المنظمة الدولية لمناهضة التعذيب بجنيف، والمحامي فرانسوا مامبريز (François Membrez)، الذين رفعوا دعوى ضد القلال بتهمة «الإضرار الخطير بالجسد والاعتداء والخطف وتعريض الصحة للخطر وإساءة استخدام السلطة». في الواقع، كان عبد الناصر نايت ليمان قد تعرض للتعذيب في أقبية وزارة الداخلية التونسية بين 22 أبريل و1 يونيو 1992. عبد الناصر قدم شهادته قبل 8 أشهر من مجيئ القلال لجنيف للعلاج، وذلك في كتاب التعذيب في تونس، 1987-2000: الدعوة إلى إلغائه وعدم الإفلات من العقاب (La torture en Tunisie. 1987-2000. Plaidoyer pour son abolition et contre l'impunité)، ولكنه لم يذكر القلال في هاته الشهادة. رفضت الدعوى في فبراير 2001، ورفضت ثانية فالاستئاف في 22 مايو 2007. هذه القضية كانت الأولى من نوعها للإدعاء العام السويسري، ولكن القلال استطاع الخروج من الأراضي السويسرية بفضل جواز سفره الدبلوماسي الذي يمكنه إياه منصبه الوزاري. اتهمه إريك سوتاس وقتها «بارتكاب جرائم تعذيب في حق آلاف الأشخاص».

### بعد الثورة
في 23 يناير 2011، بعد الثورة التونسية، وضع القلال تحت الإقامة الجبرية، قبل أن يستقيل من منصبه في رئاسة مجلس المستشارين يومين بعدها. ألقي القبض عليه وإيقافه في 12 مارس، بعد أن رفعت ضده دعوى قضائية من قبل مجموعة من 24 محاميا اتهموه باختلاس أموال داخل حزب التجمع الدستوري الديمقراطي. في 14 مارس، تم مصادرة أملاكه عبر مرسوم. تم استجوابه في 14 مايو 2011، وانتهى ذلك لمذكرة إيقاف. في 21 مايو، قرر المكلف العام بنزاعات الدولة تقديم شكوى في حق القلال لتجميد أصول أملاكه. وبعدها بثلاثة أيام، وضعت أملاكه تحت الحراسة.

في 22 يوليو، نقل القلال للمستشفى العسكري بتونس للعلاج، بعد تعكر صحته بشكل خطر حسب عائلته إثر نوبة قلبية، ما آثار عدة شكوك حول ظروف اعتقاله.

في 29 نوفمبر 2011، قررت المحكمة العسكرية الابتدائية الدائمة بتونس بسجنه أربعة سنوات في إطار قضية براكة الساحل، الحكم الذي خفف لسنتين في الاستئناف في 7 أبريل 2012. في 10 يوليو 2013، تم إطلاق سراحه بعد انقضاء مدة سجنه. 

في 7 مايو 2015، قررت دائرة الاتهام بمحكمة الاستئناف بتونس بتأييد الحكم القاضي بمنع عبد الله القلال من الظهور في الأماكن العامة.

## روابط خارجية
- موقع عبد الله القلال.